# 메클렌부르크슈베린 대공세자 프리드리히 프란츠
메클렌부르크슈베린 대공세자 프리드리히 프란츠(Friedrich Franz, Hereditary Grand Duke of Mecklenburg-Schwerin, 1910년 4월 22일 ~ 2001년 7월 31일)은 메클렌부르크슈베린의 왕위 계승자이자 무장친위대의 일원이었다.